# DeNA
Pour les articles homonymes, voir Dena.
DeNA Co., Ltd. (株式会社ディー・エヌ・エー, Kabushikigaisha Dī-Enu-Ē) (prononcé “D-N-A”) est une société japonaise de portail mobile, commerce électronique, marketing électronique, ainsi que de jeux sociaux (MMO)
Elle possède une plate-forme de jeu sur téléphone mobile dont le service Mobage compte 29 millions d'utilisateurs dans l'archipel en 2012,. L'entreprise opère dans de nombreux autres services, comprenant notamment le site de commerce DeNA Shopping (anciennement Bidders).

## Historique
En mars 2013, Sony vend sa participation (de 13,14 %) dans DeNA pour 438 millions de dollars.
En mars 2015, Nintendo annonce un rapprochement avec DeNA pour le développement de jeux et applications conçus spécifiquement pour smartphones et tablettes.
En juillet 2015, DeNA annonce l'acquisition en janvier dernier de MyAnimeList.net pour un montant indéterminé.

## Filiales
- Cygames
- Mobaoku Co., Ltd.
- PAYGENT Co., Ltd.
- EVERYSTAR Co., Ltd.
- MiniNation, Inc.
- Air Link Co., Ltd.
- DeNA Global, Inc.
- Shanghai Zongyou Network Technology Co., Ltd
- IceBreaker U.S., Inc.
- GameViewStudios LLC
- ngmoco[9]
- Yokohama DeNA BayStars